# Нова-Мала-Весь
Нова-Мала-Весь (пол. Nowa Mała Wieś) — село в Польщі, у гміні Леонцин Новодворського повіту Мазовецького воєводства.
Населення — 187 осіб (2011).
У 1975-1998 роках село належало до Варшавського воєводства.

## Демографія
Демографічна структура станом на 31 березня 2011 року:
|          | Загалом | Допрацездатний вік | Працездатний вік | Постпрацездатний вік |
| -------- | ------- | ------------------ | ---------------- | -------------------- |
| Чоловіки | 90      | 16                 | 64               | 10                   |
| Жінки    | 97      | 17                 | 58               | 22                   |
| Разом    | 187     | 33                 | 122              | 32                   |